# اوستراشین
اوستراشین (به چکی: Ústrašín) یک منطقهٔ مسکونی در جمهوری چک است که در شهرستان پلهرژیموف واقع شده‌است.
 اوستراشین ۷٫۰۲ کیلومتر مربع مساحت و ۱۹۷ نفر جمعیت دارد و ۵۵۸ متر بالاتر از سطح دریا واقع شده‌است.